# サヴォイア・マルケッティ SM.93
サヴォイア・マルケッティ SM.93（The Savoia-Marchetti SM.93）は第二次世界大戦末期の1943年にイタリアで開発された急降下爆撃機である。
操縦士がうつぶせになって搭乗するのが特徴である。

## 解説
木製構造の低翼引込脚の単発機で、長いコクピットの中でパイロットはエンジンの直後にうつぶせで搭乗し、無線士兼銃士は通常の姿勢でパイロットの後部に搭乗した。空気抵抗を減らすのと、急降下からの引き起こし時にかかるGのパイロットへの影響をへらすことが狙いであった。2本の桁構造の主翼は付け根で前縁がテーパーしており、外翼はゆるいテーパー翼で翼端は円形に整形されていた。うつぶせの操縦姿勢は通常の飛行時には、快適ではなかったし、後方の視界はきわめて限られた。
1944年1月31日に初飛行し、3月29日までに、16回の試験飛行が行われ、900km/hの速度で急降下し引き起こしに成功したが、ドイツ空軍当局によって開発を停止された。

## 要目
- 乗員：2名（パイロット、航法士/銃手）
- 全長：10.93 m
- 全幅：13.90 m
- 全高：3.80 m
- 翼面積：31.10 m2
- 空虚重量：3,552 kg
- 最大離陸重量：5,500 kg

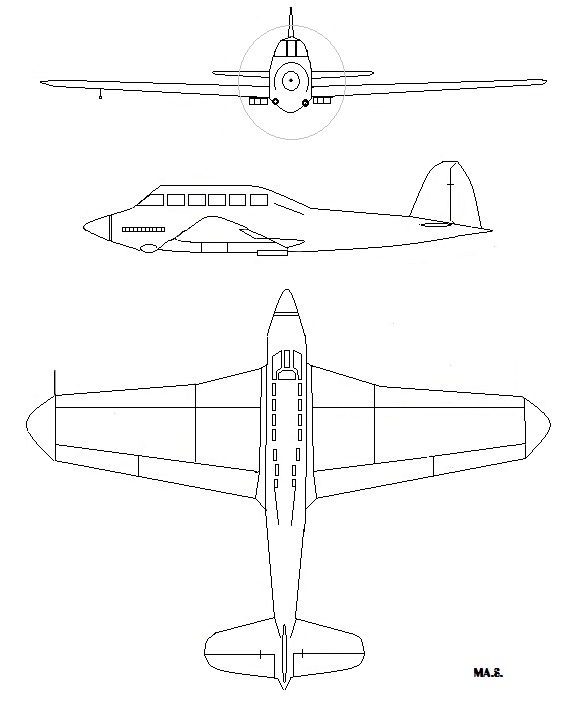
SM.93

- エンジン：2 × ダイムラー・ベンツ DB 605A 倒立V型エンジン、1,100 kW (1,475 hp)
- 最高速度：515 km/h (高度4,500mで)
- 巡航高度：8,200 m
- 航続距離：1,650 km
- 武装
  - 機銃：1 × 20mm  MG 151/20 機関砲 、2 × 12.7mm ブレダ-SAFAT 機銃、1 × 12.7mm ブレダ-SAFAT 後方機銃
  - 爆弾：820 kg